# لوری فیشللاک
لوری فیشللاک (انگلیسی: Laurie Fishlock; ۲ ژانویهٔ ۱۹۰۷ – ۲۵ ژوئن ۱۹۸۶) بازیکن کریکت، و بازیکن فوتبال اهل بریتانیا بود.
از باشگاه‌هایی که در آن بازی کرده‌است می‌توان به باشگاه فوتبال کریستال پالاس و باشگاه فوتبال فولام اشاره کرد.